# 間取り図

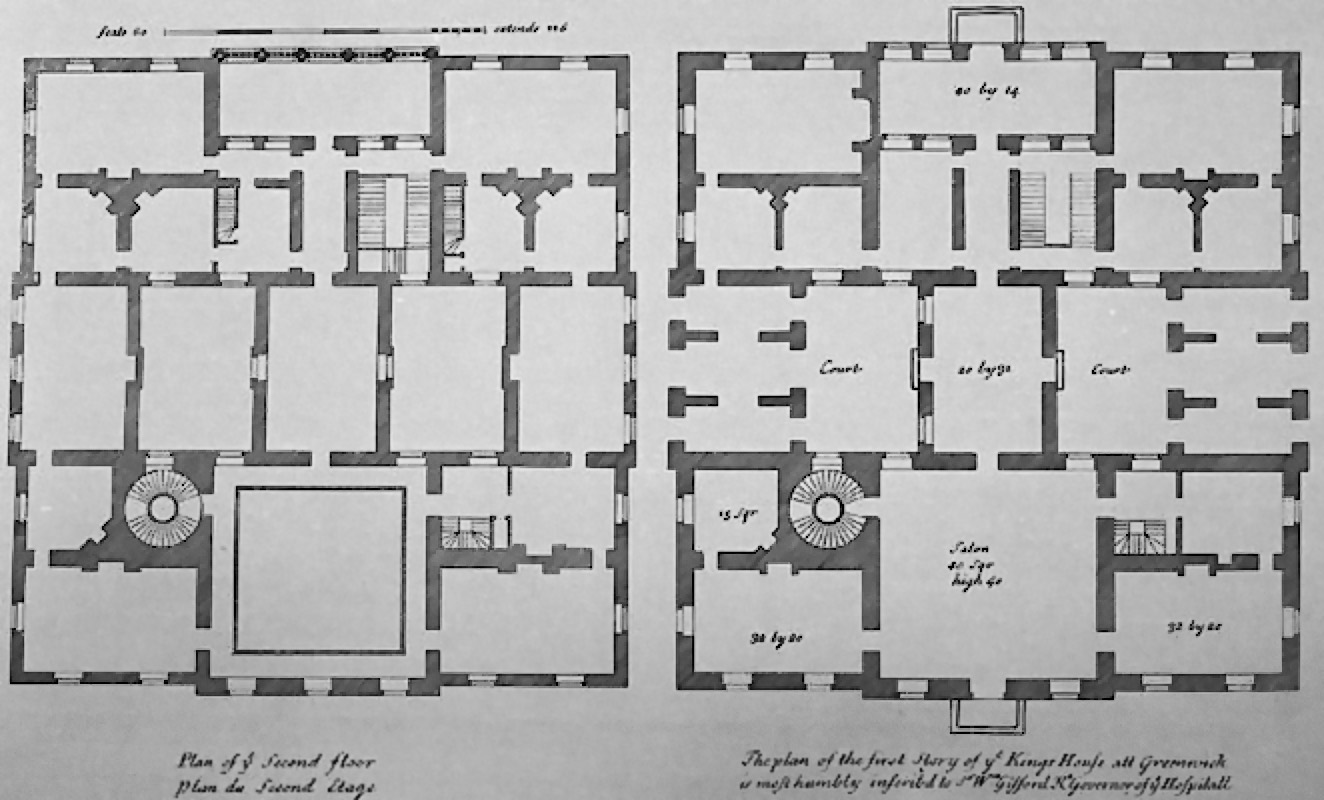
イギリス、グリニッジのクイーンズハウスの主な間取り図。

間取り図（まどりず、Floor plan）は建築図面の中で最も基本的な上から見た図で、地図と同じ方法で建物内のスペースの配置を示しているが、建物の特定のレベルでの配置を示している。技術的には、建物を横切る水平断面（通常は床の高さ1メートルから20センチメートル）で、壁、窓、ドアの開口部などの高さが表示されている。平面図的なビューには、そのレベルより下に見えるものがすべて含まれている。床、階段（ただし平面図まで）、建具、場合によっては家具なども表される。計画レベルより上の物体（例：ビームオーバーヘッド）は破線で示すことになる。 
幾何学的には、 平面図は、水平面が建物を横切っている状態での、水平面へのオブジェクトの垂直正射投影として定義されうる。